# John Clarke Whitfield
John Clarke Whitfield (o Whitfeld) (Gloucester, 13 de desembre de 1770 – Hereford, 22 de febrer de 1836), fou un organista i compositor anglès.
Estudià a les universitats de Cambridge i Oxford, i també va tindre com a professor Philip Hayes. Va nàixer com John Clarke. El 1814 hi va afegir el cognom de sa mare Amphillis Whitfield en esperar un heretatge que finalment no es va realitzar.
Deixà un oratori en dues parts; Cruxificament i Resurrecció, dos volums de romances amb lletra de Lord Byron i Walter Scott; quatre volums de Cathedral Music, i diverses col·leccions de Glees (cançons). Edità Les belleses de Purcell (2 toms) i els Oratoris de Händel, arranjats per a piano (15 toms).